# 雷德
雷德，本名克拉克·兰特（英語：Clark T. Randt Jr.，1945年11月24日—），美国外交官、律師，2001年7月至2009年1月任美国驻华大使。他是迄今为止任职时间最长的驻华大使。

## 生平
雷德於1968年获得耶鲁大学学士学位，1975年則获密歇根大学法学博士学位。雷德深諳現代標準漢語，1982到1984年間即於美國駐華大使館擔任一等秘書和商務專員。2001年4月30日，美国总统小布什提名雷德出任美国驻中国大使，7月11日获美国参议院批准。同年7月28日递交国书。
雷德與夫人雷婷（Sarah Talcott Randt）育有三個孩子，分別是雷鳴（Clark Randt III）、雷杰（Paull M. Randt）和雷迪（Clare T. Randt）。